# 施佳鍟
施佳鍟（1922年11月9日—2013年11月27日），高雄州東港郡東港街（今屏東縣東港鎮）人，臺灣自由派政治人物、銀行家、教師。在1953年與1956年曾兩度當選東港鎮長，對東港地方建設貢獻極大。後轉入商界，開創國泰人壽在屏東縣的業務，曾任國泰人壽總公司業務部經理、國泰信託第一屆董事、崇友實業業務經理，於十信案後重任國泰信託與改組後慶豐商業銀行常務董事。

## 家世

### 家庭背景
施佳鍟於1922年11月9日（農曆9月20日）出生於東港街517番地的施家大厝，為東港施家的第十八世，為東港望族施德裕之子，其伯父施德成為東港街第五保（後改為第六保，今東港鎮八德里）保正。施佳鍟出生不久，位於東港街633番地的施家洋樓即告落成，為家族事業合名會社洽順商號（經營各種雜貨，並領有菸酒油鹽之專賣執照）所在地。

### 早年教育與經歷
施佳鍟於1930年開始，同時就讀於漢塾與東港公學校。東港公學校畢業後，進入潮州公學校就讀高等科，畢業時獲郡守賞。高等科畢業後，入師範學校所開設之教員訓練所，畢業後考取高雄州教師資格，自1941年起回到母校東港國民學校任教，並於1944年升任准訓導。

## 從政時期

### 初入政壇
1951年，施佳鍟得到國大代表林岐峰之林派支持，當選東港鎮第一屆鎮民代表。在第一屆鎮民代表任內，施佳鍟並當選國民黨中央黨代表（為當時最年輕的臺籍中央黨代表），也曾受陳崑崙與林石城之託，出馬參選縣議員，惟施佳鍟得票雖超過當選門檻，卻因當時婦女保障名額制度，係以全縣而非各選區為單位，而在婦女參選人較多之選區落選。

### 初任鎮長
東港鎮在日治時期，地方政治風氣較為保守，先後拒絕了鐵路、醫院與法院進入或設址於東港街上，使原本屏東平原上最繁華的貿易口岸東港，發展逐漸落後於新興城市屏東市，許多方面甚至不如鐵路通過的內陸城鎮潮州。
因此第二屆鎮長選舉時，施佳鍟先生在地方受過現代教育的年輕一輩支持下，出馬挑戰在日治時期即掌握東港地方政治的第一屆鎮長黃金衡，並在1953年4月19日以過半票數當選。

### 連任鎮長
施佳鍟在第二屆鎮長任內，｢確為地方做了不少的事｣，但黃金衡與許白土仍有較大勢力，因此選戰相當激烈，但在1956年4月15日投票時，施佳鍟成功連任鎮長，且得票較前次選舉大幅增加。惟施佳鍟雖於同年5月5日就職，但落選人黃金衡以｢施佳鍟曾以兩輛卡車進行銘謝賜票遊行｣等理由，提出當選無效之訴。施佳鍟儘管有國大代表林岐峰和地方仕紳蕭永東等人作證，卻因得罪國民黨地方組織，而在缺乏充足證據下被判敗訴。1956年8月19日重新投票，施佳鍟再以過半選票當選。

### 政績
施佳鍟鎮長與其任內治績，當時頗受地方人士與媒體肯定，咸認其為有才幹的青年政治家，主要政績如下：
- 修築漁港
- 新建衛生所
- 市區橋樑整建
- 市區堤防加高，並向縣長林石城爭取新埤鄉萬隆堤防建設，解決市區淹水問題
- 市區與眷區的鎮營自來水全面普及
- 透過杜絕浪費與追討欠款，使鎮庫首次出現收支平衡
- 引入水產養殖的新觀念與新技術，如吳郭魚和蚵苗養殖的推廣
- 向省政府爭取設立東港水產養殖學校[7]
- 向警政單位協調復辦東港迎王爺

施佳鍟並曾得到行政院長俞鴻均和省主席嚴家淦支持，計劃將大鵬灣打造為高雄港的輔助港，惟尚未實現即鎮長任滿。

## 從商時期
施佳鍟在政界的前途原被看好，但因推動工程一絲不茍、不與國民黨地方黨部往來，加上啟蒙其政治意識的長輩陳崑崙因參與地下黨被補後，不肯與之劃清界限，反而以鎮長身份，一再利用前往臺北商討空軍欠款之公餘，前往探視，因此難以在當時的臺灣政界發展。卸任鎮長五個月後（其間並參與友人謝東閔籌設實踐家專），施佳鍟即棄政從商，後除在友人蔡萬才參選增額立委時，為之負責內湖區之組織外，未再親自參與政治。施佳鍟先任職於高雄區合會公司，擔任東港標會處主任，後身兼國泰人壽於屏東地區之籌設。任職國泰人壽十個月後，施佳鍟即高升國泰人壽臺北總公司業務經理，接替赴美深造的唐松章。在臺北金融業，施佳鍟先後任職於國泰人壽與第一人壽，後因唐松章力邀，加入後者與日本東芝合資之升降機公司崇友實業，任業務部經理。
十信案爆發後，施佳鍟因曾參與國泰信託之籌設募股並擔任第一屆董事，深受小股東信任，便致力於維護股東權益，避免銀行團｢盜賣｣國泰信託資產，包括敦化南路國泰信託新總部大樓。當時王又曾曾希望透過收購施佳鍟手中持股，跨足金融業，但因為施佳鍟希望公司能夠永續經營，便在環亞飯店當面拒絕，並協助企業形象良好、甫受優良納稅人表揚的黃世惠，取得國泰信託經營權。

## 晚年生活
施佳鍟在90年代，逐步退出企業經營第一線，惟至2008年止，仍擔任由國泰信託改組之慶豐銀行常務董事，穩健作風頗受下屬愛載。儘管之前健康情形極佳，施佳鍟在2010年帕金森氏症病發後，活動大為減少，2013年9月20日農曆生日前一周開始住院，於同年11月27日病逝於高雄醫學大學附設醫院，享壽93歲。